# Biot (Einheit)
Das Biot (Einheitenzeichen Bi, nach dem französischen Physiker Jean-Baptiste Biot), auch Abampere (abA), ist eine nicht gesetzliche Einheit der elektrischen Stromstärke. Sie ist Teil des elektromagnetischen CGS-Einheitensystems (emE).
Abampere ist nicht gleichzusetzen mit der Bezeichnung „absolutes Ampere“, welche für die heutige SI-Einheit Ampere verwendet wird.

## Definition
Ein Biot ist definiert durch die Lorentzkraft zwischen zwei parallelen, geraden, unendlich langen Leitern mit vernachlässigbaren Querschnitten im Vakuum: Die Stärke des zeitlich konstanten Stroms ist 1 Bi, wenn zwischen den Leitern im Abstand von 1 cm voneinander eine Kraft von 2 dyn je Zentimeter Leiterlänge wirkt.

## Umrechnungen
Das Ampere wurde 1881 als 0,1 elektromagnetische cgs-Einheiten (=Biot) definiert:
{\displaystyle 1\ {\text{Biot (Bi)}}=1\ {\text{Abampere (abA)}}=10\ {\text{Ampere (A)}}\,}.
Seit der SI-Revision von 2019 hat das Ampere eine neue Definition. Daher gilt diese Beziehung nicht mehr exakt, aber die Abweichung und die Unsicherheit sind nur von der Größenordnung 10−10.
Neben dem emE-System existieren noch weitere Varianten des cgs-Systems: das elektrostatische cgs-System (esE) und das Gaußsche Einheitensystem. In diesen Systemen ist die Einheit der elektrischen Stromstärke nicht Biot bzw. Abampere, sondern das statische Ampere (Statampere), wobei die Stromstärke eine andere Definition und Dimension hat. Die Umrechnung zwischen Biot und Statampere hängt daher von der jeweiligen Größe ab. Eine Stromstärke lässt sich durch Multiplikation mit dem Zahlenwert der Lichtgeschwindigkeit in cm/s umrechnen:
{\displaystyle 1\ {\text{Bi}}=1\ {\text{abA}}\,\,{\widehat {=}}\,\,2{,}998\cdot 10^{10}\ {\text{Statampere (statA)}}}
Weitere Konversion:
{\displaystyle \mathrm {1\ Bi=4\ \pi \ Gb} }
mit {\displaystyle \mathrm {Gb} } für die cgs-Einheit Gilbert.